# Cena/tržby
Poměr Cena/tržby (anglicky Price/Sales ratio) je poměrový ukazatel, který se používá na akciových trzích k porovnávání jednotlivých obchodovaných firem. V praxi se často používá zažitý název P/S poměr.

## Definice
{\displaystyle {\mbox{P/S poměr}}={\frac {\mbox{Cena akcie}}{\mbox{Tržby na akcii}}}}

## Metoda analýzy ceny firem poměrovými ukazateli
Poměrových ukazatelů, tedy i poměru P/S' se používá především při porovnávání jednotlivých firem na akciovém trhu. Postup takové analýzy je následující:
1. Identifikace firem stejného odvětví a podobným byznys modelem jako má firma, jejíž cenu chceme zkoumat
2. Výběr a výpočet jednotlivých poměrových ukazatelů – tedy i P/S poměru
3. Výpočet průměru nebo mediánu ukazatele ze všech firem
4. Vynásobení průměru P/S poměru s tržbami firmy, čímž získáme pravou hodnotu firmy
5. Porovnání s tržní cenou a rozhodnutí, jestli koupit, držet nebo prodat akcii

## Výhody použití
- P/S poměr se dá používat i v případě, kdy je firma ve ztrátě (na rozdíl od např. P/E poměru, který v takovém případě nedává smysl)
- P/S poměr není nijak ovlivněn finanční pákou firmy, protože finanční páka nevytváří extra tržby